# Velocidad de la luz variable
El concepto de la velocidad de la luz variable (a veces VSL, por su nombre en inglés: variable speed of light) establece que la velocidad de la luz en el vacío, la que usualmente se anota {\displaystyle c\ }, puede no ser constante en algunos casos. En la mayoría de las situaciones que estudia la física de la materia condensada , la luz efectivamente tiene una velocidad menor cuando viaja a través de un medio.[cita requerida] Los fotones virtuales de algunos cálculos en la teoría cuántica de campos pueden también viajar a una velocidad diferente en distancias cortas. Sin embargo ello no implica que algo pueda viajar más rápido que la luz. Aunque usualmente se cree que no se puede atribuir significado alguno a una cantidad dimensional, como lo es la velocidad de la luz variable en el tiempo (contrariamente a los números adimensionales, como la constante de estructura fina), la velocidad de la luz también varía en algunas controvertidas teorías cosmológicas, lo que cambia los postulados de la relatividad especial. Ello, empero, implicaría que se debe reescribir mucho de la física moderna para reemplazar los sistemas actuales que dependen de un valor de {\displaystyle c\ } constante.

## cvariable en la física clásica
En la física clásica, se cree que el fotón, la partícula de luz que representa una fuerza electromagnética, carece de masa. La llamada acción de Proca describe una teoría de un fotón masivo. Clásicamente, es posible tener un fotón que sea extremadamente liviano pero con una masa diminuta, como el neutrino. Estos fotones se propagarían a una velocidad de la luz inferior a la definida por la relatividad especial, y tendría tres direcciones de polarización. No obstante, en la teoría cuántica de campos, la masa del fotón no es congruente con la invariancia de gauge o la renormalización, por lo que usualmente se ignora. Se puede considerar, empero, una teoría cuántica del fotón masivo en el enfoque de la teoría de campo cuántico mediante la teoría de campo efectivo de Wilson. En ésta, dependiendo de si la masa del fotón es generada por el mecanismo de Higgs o es insertado ad hoc  en el lagrangiano de Proca, los límites implicados por varios observadores/experimentadores pueden ser muy diferentes.

## cvariable en la teoría cuántica
En la teoría cuántica de campos la Relación de indeterminación de Heisenberg indica que los fotones pueden viajar a cualquier velocidad por periodos cortos. En la interpretación del diagrama de Feynman, son conocidos como "fotones virtuales", y son identificados por tener propagación "off shell". Estos fotones podrían tener cualquier velocidad, inclusive, mayores que la de la luz. Citando a Richard Feynman: "... existe también la amplitud (probabilidad) de que la luz viaje más rápido (o más lento) que la velocidad convencional de la luz. Usted se enteró, a través de la última lectura que la luz no solo viaja en líneas rectas, ahora sabe que tampoco lo hace solamente a la velocidad de la luz! Esto puede sorprenderlo que exista la probabilidad de que un fotón viaje a velocidades más rápidas o más lentas que la velocidad convencional 'c'". Estos fotones virtuales, sin embargo, no violan la causalidad o la relatividad especial, por cuanto no son directamente observables y la información no puede ser transmitida causalmente en la teoría. Los diagramas de Feyman y los fotones virtuales son generalmente interpretados, no como una foto de lo que realmente sucede sino como una herramienta conveniente de cálculo.

## Teorías cosmológicas
Esta hipótesis es la base de una nueva teoría cosmológica que se basa en la idea de que la velocidad de la luz era mayor en los primeros momentos tras el Big-Bang. Esto implica renunciar al principio de conservación de la energía.
Según la teoría, la energía se crea y se destruye mediante el trasvase de energía entre el vacío y la materia. Al pasar la energía desde el vacío a la materia aumenta la velocidad de la luz, y cuando la energía pasa de materia al vacío, la velocidad de la luz disminuye.
Esta hipótesis también resuelve el problema de la planeidad, y explica las mediciones actuales según las cuales se está acelerando la expansión del Universo, debido a que la teoría predice que la energía del vacío (lamdba λ) provocaría una fuerza de repulsión entre las masas. Resulta una hipótesis atractiva desde un punto de vista teórico que se complementa con indicios encontrados recientemente y que sugieren que, si bien la velocidad de la luz es constante y no depende de la velocidad del foco emisor o del receptor, el valor de esta constante ha sufrido variaciones a lo largo de la historia del Universo.